# Wojna hugenocka (1626–1629)
Wojna hugenocka (1626–1629) — konflikt zbrojny pomiędzy Królestwem Francji i wspieranym przez Anglię stronnictwem hugenotów, zakończony pokojem w Alais i złamaniem potęgi hugenotów we Francji.

## Kulisy konfliktu
W XVI w. Reformacja w formie kalwinizmu ogarnęła coraz większe regiony Francji. Przede wszystkim na południowym zachodzie królestwa wielu ludzi zmieniło przynależność religijną, otrzymując miano Hugenotów. Także wielu reprezentantów szlachty francuskiej przechodziło na stronę protestancką, co wzmacniało tylko konflikty w kraju. W roku 1562 doszło do wybuchu wojen z hugenotami. Jednym z ważniejszych punktów obrony Hugenotów było La Rochelle, które dzięki swoim rozbudowanym fortyfikacjom uchodziło za jedną z najsilniejszych twierdz hugenockich. Dnia 11 lutego 1573 r. armia Karola IX rozpoczęła oblężenie miasta, które trwało do momentu podpisania układu pokojowego w dniu 6 lipca tego samego roku. W trakcie oblężenia wojska królewskie wystrzeliły na twierdzę 34 000 kul armatnich, przypuszczając 8 nieudanych szturmów. Zginęło i odniosło rany ok. 20 000 żołnierzy. Od tego czasu La Rochelle uchodziło za niezdobyte.
Okres panowania Henryka IV położył kres wojnom hugenockim. Monarcha sam osobiście był hugenotem, jednak w roku 1593 przyjął wiarę katolicką. Podpisany w roku 1598 edykt w Nantes gwarantował hugenotom polityczne i religijne przywileje, zapewniając im bezpieczne rejony, na których na koszt państwa mogli utrzymywać swoje garnizony. Po zamordowaniu Henryka w roku 1610 królem Francji został jego syn Ludwik XIII, którego polityka skierowana była przeciwko prawom hugenockim, co spowodowało sprzeciw protestantów. W roku 1620 hugenoci wywołali powstanie, na co Ludwik odpowiedział wymierzoną przeciwko nim kampanią. Próby zajęcia przez wojska królewskie Montauban oraz Montpellier zakończyły się jednak niepowodzeniem, a dnia 10 października 1622 podpisano kolejny edykt w Nantes kończący działania wojenne.
W roku 1624 na stanowisko urzędującego ministra przy boku Ludwika XIII wstąpił kardynał Richelieu. Nowy minister miał znaczny wpływ na króla. Osobiście przeciwnik hugenotów, kardynał wymógł na monarsze zaostrzenie polityki wobec protestantów, co doprowadziło do kolejnych wystąpień.

## Pierwsze walki
W styczniu 1625 hugenoci pod wodzą Benjamina de Rohan ruszyli ku prowincji Poitou. Tutaj zajęli Île de Ré, położone na zachód od La Rochelle, a następnie skierowali się na Oléron, gdzie pokonali tamtejszy garnizon królewski. W międzyczasie oddziały hugenockie pod wodzą brata Benjamina, Henryka II, rozpoczęły działania zbrojne w Langwedocji. W tej sytuacji hugenoci wystosowali do króla swoje żądania. Ludwik XIII opowiedział się za gotowością uznania postanowień edyktu z Nantes, w zamian jednak zażądał ograniczenia obrony w La Rochelle i ustanowienia tam przedstawiciela królewskiego jako zarządcy. Rohanowie odrzucili żądania króla, czyniąc próby uzyskania wsparcia za granicą. Benjamin de Rohan nawiązał m.in. kontakt z księciem Buckingham, George’em Villiersem, który postawił do jego dyspozycji flotę z 5000 ludzi i udał się z Benjaminem w kierunku La Rochelle. Po dotarciu do miasta w dniu 25 lipca 1627 r. Villiers zdecydował o ataku na wyspę Ré, zajętą przez wojska królewskie. Anglicy wylądowali na wschodnim przyczółku wyspy, gdzie odparli atak francuski, zmuszając przeciwnika do wycofania się do fortu de la Prée w gminie Saint-Martin. Villiers nakazał oblężenie fortu, tymczasem wśród mieszkańców La Rochelle nie było jedności co do tego, jak zachować się wobec Anglików.

## Oblężenie La Rochelle
Oblężenie La Rochelle przez wojska Ludwika XIII rozpoczęło się dnia 4 sierpnia. Siły królewskie liczyły 11 tys. ludzi i były dowodzone przez księcia de Angoulême. Książę zaproponował obrońcom miasta kapitulację, co wywołało spory wśród mieszkańców. Rozbudowę pobliskiego Fortu St. Louis hugenoci potraktowali jednak jako wrogie działanie, ostrzeliwując wojska królewskie. Angoulême nakazał wówczas otoczenie miasta pierścieniem umocnień polowych, przygotowując swoje siły do długotrwałego oblężenia. W mieście powołano pod broń wszystkich zdolnych do noszenia broni mężczyzn. Dowodzenie nad obrońcami objęli burmistrz Jean Guiton oraz Benjamin de Rohan.
Dnia 7 października wojska królewskie stacjonujące w Forcie Île de Ré otrzymały amunicję oraz żywność dostarczoną przez flotę francuską. Dostawa okazała się zbawieniem dla obrońców, którzy z powodu braku żywności bliscy byli kapitulacji. Tymczasem w dniu 12 października Ludwik XIII przyprowadził nowe wojska pod La Rochelle. Liczebność armii królewskiej wzrosła do 20 tys. ludzi.
7 listopada Villiers nakazał atak na Fort St. Martin, który zakończył się jedynie zdobyciem murów zewnętrznych. Po tej nieudanej akcji Villiers planował już powrót do Anglii, jednak nocą 8 października 4000 Francuzów uderzyło na Anglików na Île de Ré. Załoga fortu wykorzystała walki do wypadu na oddziały Villiersa, które zostały zdziesiątkowane. Villiers należał do nielicznych, którym udało się ujść z życiem na okręt.
W styczniu 1628 r. armię Ludwika wzmocniły kolejne oddziały. W ten sposób armia królewska osiągnęła liczebność 30 tys. żołnierzy. Pomimo że obrońcy miasta walczyli już wiele miesięcy, nie brakowało im zaopatrzenia, dostarczanego drogą morską przez statki angielskie. Oblegający odcięli wówczas miasto ze wszystkich stron, budując w zatoce groblę, na której umieszczono działa z których otworzono ogień do okrętów angielskich. Powstał w ten sposób niestrzeżony dostęp do miasta, gdzie wdarł się Richelieu na czele 5 tys. ludzi w dniu 13 marca. Hugenotów zaalarmowały jednak odgłosy tak dużego oddziału i zamknęli lukę w umocnieniach.
Blokada morska miasta trwała całą wiosnę 1628 r. Obrońcom skończyła się szybko żywność, pojawiły się oznaki głodu. Wkrótce dziennie umierało z głodu kilkaset osób. Rozpoczęły się też ataki ze strony niezadowolonej ludności na członków rady miasta. Pewnego dnia znaleziono ciała połowy jednej z kompanii, stacjonującej nocą na murach miejskich. Żołnierze żywili się trawą i podeszwami butów. Na nadejście armii ratunkowej pod wodzą Henryka de Rohan nie można było liczyć. Do 12 października widziano liczne jednostki angielskie, które za każdym razem były przeganiane ostrzałem dział francuskich. Dnia 27 października burmistrz Jean Guiton podjął rokowania z oblegającymi. Miasto skapitulowało następnego dnia – 28 października 1628 r. Ludwik XIII oraz kardynał Richelieu wkroczyli do miasta dnia 30 października. Guiton został wypędzony z Francji, natomiast Benjamin de Rohan zbiegł do Anglii.

## Zakończenie

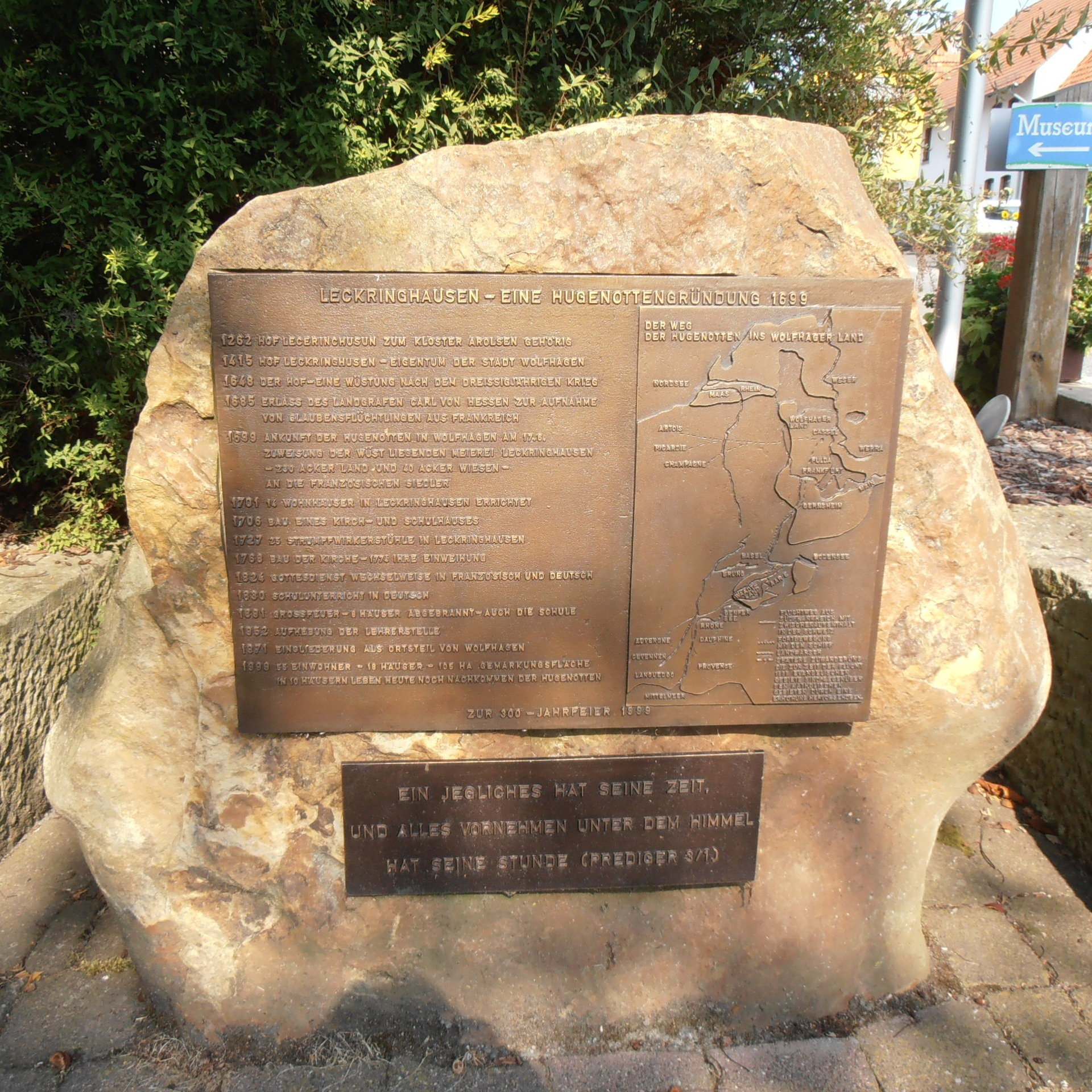
Głaz upamiętniający ucieczkę hugenotów przed prześladowaniami (Wolfhagen-Leckringhausen, Hesja, Niemcy)

Ludwik XIII przeznaczył do dyspozycji armii w okresie oblężenia ogromną sumę 40 milionów liwrów. Po zajęciu miasta rozebrano umocnienia. Tracąc swoje twierdze hugenoci stracili także swoją siłę militarną. Jednak jeszcze w roku 1629 w nadanym im edykcie łaskawości w Alais zatwierdzono ich religijne przywileje. Zakończenie wojny ustabilizowało wewnętrzną sytuację polityczną w kraju. Od tego czasu Korona francuska mogła koncentrować swoją uwagę na polityce antyhabsburskiej. Za panowania Ludwika XIV odmówiono ostatecznie praw hugenotom w podpisanym w roku 1685 edykcie w Fontainebleau. Spowodowało to eksodus z Francji setek tysięcy protestantów.